# Port lotniczy Aizpute
Port lotniczy Aizpute – port lotniczy zlokalizowany w mieście Aizpute, na Łotwie. Obsługuje połączenia krajowe.